# Ночелла, Никола
Никола Ночелла (итал. Nicola Nocella; род. 14 июня 1981 года, Терлицци, Италия) — итальянский актёр.

## Биография
Родился 14 июня 1981 года в Терлицци, что в регионе Апулия, Италия. После окончания обучения в научном лицее работал на местных радиостанциях. С 2004 по 2006 годы посещал актёрские курсы в Экспериментальном киноцентре в Риме, во время учёбы в котором принял участие в короткометражном фильме «Природа: Консуэло» (2015) режиссёра Карло Пизани.
В 2007 году Николя Ночелла снялся в нескольких итальянских телевизионных рекламных роликах, в том числе для Fastweb (ит.) и Land Rover, после чего начал сниматься на телевидении и в игровом кино, дебютировав на большом экране в 2006 году ролью в фильме «Что я здесь делаю!» режиссёра Франческо Амато.
Николя Ночелла стал известен в 2010 году благодаря роли главного героя в фильме «Младший сын» (ит.) Пупи Авати, за которую получил премию «Серебряная лента» Итальянского национального синдиката киножурналистов как лучший актёр-дебютант. На следующий год Ночелла был отмечен «Серебряной лентой» как лучший актёр короткометражного фильма.
В 2017 году снялся в дебютном фильме Андреа Маньяни «Easy» совместного итало-украинского производства, где сыграл главную роль Исидоро (Изи). За эту роль в 2018 году Ночелла был номинирован как лучший актёр на итальянскую национальную кинопремию «Давид ди Донателло».